# Tebbetts
Tebbetts es un lugar designado por el censo ubicado en el condado de Callaway en el estado estadounidense de Misuri. En el Censo de 2020 tenía una población de 64 habitantes y una densidad poblacional de 36,57 habitantes por km². Fue incluido como CDP en el censo de 2020. 

## Geografía
Tebbetts se encuentra ubicado en las coordenadas 38°37′14″N 89°53′04″O / 38.62056, -89.88444.Según la Oficina del Censo de los Estados Unidos,  tiene una superficie total de 1,75 km², de la cual 1,68 km² corresponden a tierra firme y 0,07 km² a agua.